# Liste der Baudenkmale in Radbruch
In der Liste der Baudenkmale in Radbruch sind die Baudenkmale der niedersächsischen Gemeinde Radbruch und ihrer Ortsteile aufgelistet. Der Stand der Liste ist der 27. Januar 2023. Die Quelle der  IDs und der Beschreibungen ist der Denkmalatlas Niedersachsen.

## Allgemein
In den Spalten befinden sich folgende Informationen:
- Lage: die Adresse des Baudenkmales und die geographischen Koordinaten. Kartenansicht, um Koordinaten zu setzen. In der Kartenansicht sind Baudenkmale ohne Koordinaten mit einem roten Marker dargestellt und können in der Karte gesetzt werden. Baudenkmale ohne Bild sind mit einem blauen Marker gekennzeichnet, Baudenkmale mit Bild mit einem grünen Marker.
- Bezeichnung: Bezeichnung des Baudenkmales
- Beschreibung: die Beschreibung des Baudenkmales. Unter § 3 Abs. 2 NDSchG werden Einzeldenkmale und unter § 3 Abs. 3 NDSchG Gruppen baulicher Anlagen und deren Bestandteile ausgewiesen.
- ID: die Objekt-ID des Baudenkmales
- Bild: ein Bild des Baudenkmales, ggf. zusätzlich mit einem Link zu weiteren Fotos des Baudenkmals im Medienarchiv Wikimedia Commons. Wenn man auf das Kamerasymbol klickt, können Fotos zu Baudenkmalen aus dieser Liste hochgeladen werden:

## Radbruch

### Einzelobjekte
| Lage                                               | Bezeichnung               | Beschreibung | ID       | Bild |
| -------------------------------------------------- | ------------------------- | --- | -------- | ---- |
| Dorfmitte 5 53° 18′ 39″ N, 10° 17′ 2″ O            | Fachwerkhaus              | Eingeschossiger traufständiger Zweiständerbau mit Backsteinausfachung unter Halbwalmdach in Reetdeckung. Errichtet 1779(i). Nach Westen erweitert. 1898(i). | 28832749 | BW   |
| Bardowicker Straße 10 53° 18′ 36″ N, 10° 17′ 16″ O | Wohn-/ Wirtschaftsgebäude | | 38801519 | BW   |
| Schäfer-Ast-Straße 27 53° 18′ 50″ N, 10° 17′ 16″ O | Wohnhaus                  | Traufständiger, eineinhalbgeschossiger Wohnbau auf Backsteinsockel, EG aus Backsteinmauerwerk und Drempelgeschoss zur Straße aus Schmuckfachwerk unter weit vorgezogenem Satteldach in Hohlpfannendeckung. Mittelrisalit mit Zwerchhaus in Fachwerk, das über profilierten Balkenköpfen vorkragt und Rosettendekor geschmückt ist, sowie Freigespärre. Flankierend zwei in den Drempel eingestellte Dacherker. Auf südlicher Schmalseite eingeschossiger Eingangsvorbau mit darüber liegendem Balkon. Errichtet gegen 1910. | 28832711 | BW   |

## Ehem Einzelobjekte
| Lage                                              | Bezeichnung  | Beschreibung | ID | Bild |
| ------------------------------------------------- | ------------ | ------------ | -- | ---- |
| Einemhofer Straße 23 53° 18′ 24″ N, 10° 16′ 43″ O | Fachwerkhaus |              |    | BW   |
| Einemhofer Straße 28 53° 18′ 27″ N, 10° 16′ 35″ O | Fachwerkhaus |              |    | BW   |